# ويلارد أوبراين
ويلارد أوبراين هو سياسي كندي، ولد في 15 ديسمبر 1893 في كندا، وتوفي في 8 نوفمبر 1981 في كندا. حزبياً، نشط في الحزب الليبرالي في نوفا سكوشا ‏. وقد انتخب عضو مجلس نواب نوفا سكوتيا.